# بيتر ألين (ملحن)
بيتر ألين هو ملحن كندي، ولد في 18 فبراير 1952 في أوتاوا في كندا.

## وصلات خارجية
- بيتر ألين على موقع IMDb (الإنجليزية)
- بيتر ألين على موقع أول موفي (الإنجليزية)
- بيتر ألين على موقع أول ميوزيك (الإنجليزية)
- بيتر ألين على موقع قاعدة بيانات الفيلم (الإنجليزية)